# Grassland (Alberta)
Pour les articles homonymes, voir Grassland.
Grassland est un hameau (hamlet) du Comté d'Athabasca, situé dans la province canadienne d'Alberta.

## Démographie
En tant que localité désignée dans le recensement de 2011, Grassland a une population de 94 habitants dans 31 de ses 40 logements, soit une variation de 28.8% par rapport à la population de 2006. Avec une superficie de 1,482 2 km2, le hameau possède une densité de population de 63,419 2 hab/km2 en 2011.
Concernant le recensement de 2006, Grassland abritait 73 habitants dans 33 de ses 36 logements. Avec une superficie de 1,482 2 km2, le hameau possédait une densité de population de 49,3 hab/km2 en 2006.